# Colegio de San Juan de Letrán
Das Colegio de San Juan de Letrán, kurz Colegio de Letrán und ursprünglich Colegio para Mestizos San Juan de Letrán, benannt nach dem Viertel San Juan de Letrán der neuspanischen Hauptstadt Mexiko-Stadt, war eine römisch-katholische Privatschule, die ursprünglich hauptsächlich der Unterrichtung von Mestizenkindern diente, da die Anzahl spanisch-indigener Mischlingskinder in den spanischen Kolonien immer weiter zunahm. Maßgeblich beteiligt an der Gründung war Juan de Zumárraga.
Die damalige Straße zwischen der heutigen Calle Venustiano Carranza und der Calle Francisco I. Madero an der die Schule lag, war die Calle de San Juan de Letrán. Ende des 18. Jahrhunderts war das Schulgebäude schon stark vom Zerfall bedroht, überdauerte aber noch die Unruhen der Unabhängigkeitsbewegung von 1810 und 1821.
Mit der Gründung der literarischen Akademie namens Academia de San Juan de Letrán an der Schule im Jahr 1836 durch den damaligen Rektor José María Lacunza (1809–1869), seinen Bruder Juan Nepomuceno (1812–1843), Guillermo Prieto (1818–1897) und andere Intellektuelle, gewann das Colegio an kultureller Bedeutung. Präsident der Akademie war Andrés Quintana Roo. 1857 war die Schule samt Akademie bereits geschlossen.